# Irina Pawlowna Asmus
Irina Pawlowna Asmus (russisch Ирина Павловна Асмус; * 28. April 1941 in Leningrad; † 15. März 1986 in Homel, Belarussische SSR) war eine sowjetische Schauspielerin und Zirkusdarstellerin.

## Berufliche Laufbahn
Asmus kam als Tochter eines Bauingenieurs und einer Hausfrau zur Welt. Sie interessierte sich bereits früh für Kunst und spielte, bedingt durch die häufigen Umzüge der Familie, wechselnd in verschiedenen Theatergruppen.
Nach der Schule erhielt Asmus einen Platz an der Choreografieschule des Bolschoi-Theaters, aufgrund ihrer geringen Körpergröße wurde ihr aber keine Karriere als Primaballerina vorausgesagt. Sie wechselte daraufhin an die Staatliche Zirkus- und Varietéschule und erwarb dort ihren Abschluss durch die Aufführung eines neapolitanischen Tanzes und eine Interpretation des Liedes Bésame mucho. Nach ihrem Abschluss lud ihr Kommilitone, der spätere Volkskünstler der RSFSR Leonid Leonidowitsch Kostjuk (* 1941), Asmus ein, an seiner Äquilibristennummer teilzunehmen, für die er mehrere nationale Preise gewann und auch in Monte Carlo ausgezeichnet wurde. Ein Teilnehmer balancierte dabei auf einer von einem anderen Künstler gehaltenen Stange. Während eines Auftritts in Riga stürzte Asmus jedoch und zog sich eine Gehirnerschütterung zu. Sie wechselte daraufhin ans Leningrader Jugendtheater, war aber mit den dort gebotenen Rollenangebot, das sich auf Travestiedarstellungen beschränkte, nicht zufrieden. Aufgrund des Weggangs von Alissa Freindlich beim Kommisarschewskaja-Theater im Jahr 1961 konnte sie ihren dortigen Platz einnehmen und gab bekannte Charaktere wie Aschenputtel, die Prinzessin in einer Bühnenfassung von Der Prinz und der Bettelknabe, die weibliche Titelfigur in Romeo und Julia und Eva in Herr Puntila und sein Knecht Matti.
Auf Vorschlag des Seiltänzers Wladimir Alexandrowitsch Wolschanski (1917–1983) versuchte sich Asmus außerdem als Clownin, was für die Sowjetunion eine Premiere darstellte. Sie trat in dieser Rolle fortan unter dem Künstlernamen Iriska auf, der angeblich auf Alexander Wolodin zurückgeht. Ab 1977 war sie in der Fernsehsendung АБВГДейка (ABWGDeika), an der Eduard Uspenski als Drehbuchautor beteiligt war, zu sehen. Dieses Engagement verhalf ihr zu landesweiter Popularität. Darüber hinaus trat sie in der Sendung Дискотека (Diskoteka) auf.
Mitte der 1980er Jahre gerieten die Macher und Darsteller von АБВГДейка jedoch in die Kritik der Behörden und Asmus wurde schließlich durch eine jüngere Darstellerin ersetzt, was beim Publikum Unmut erregte. Des Weiteren wurde Asmus zu ihrer Enttäuschung nicht für eine Auslandstour des Zirkus, in dem sie seinerzeit auftrat, eingeplant. Um sich mehr um ihren Sohn kümmern zu können, plante sie schließlich, ihre Arbeit in der Manege im Alter von 45 Jahren zu beenden.

## Filme
Neben ihren Theater- und Fernsehengagements trat Asmus ab 1957 auch im Film auf. Ihr Debüt, eine Doppelrolle, gab sie noch während ihrer Studienzeit in Alexander Rous Die Abenteuer des gestiefelten Katers. Dem folgten bis 1973 noch fünf Fernsehfilme, darunter im Jahr 1966 die Werke 12 стульев (12 stulew), eine Adaption des Romans Zwölf Stühle, und Элиза Дулиттл (Elisa Dulittl) nach dem Musical My Fair Lady sowie 1973 der 6. und 7. Teil der Filmreihe Старая крепость (Staraja krepost). Außerdem war sie in den Dokumentarfilmen На манеже Ириска (Na manesche Iriska, 1981) und Представление (Predstawlenije, 1982) zu sehen. Ihr Leben war ferner Thema der Dokumentation Смертельный номер (Smertelny nomer) sowie einer Folge der Dokumentarfilmreihe Как уходили кумиры (Kak uchodili kumiry, 2006).

## Unfalltod
Während einer Zirkusaufführung in Homel am frühen Abend des 15. März 1986 stürzte Irina Asmus aus mehreren Metern Höhe von ihrem Stehgurt in die Tiefe. Sie erlitt schwere innere Verletzungen und starb unmittelbar nach dem Aufprall. Ihr Körper wurde aus der Manege geschafft und die Show fortgesetzt. Im anschließenden Gerichtsverfahren wurde die Unfallursache auf einen Materialfehler zurückgeführt und der zuständige Sicherheitsingenieur sowie der Inspekteur der Arena wegen Fahrlässigkeit zu zweieinhalb Jahren Haft auf Bewährung verurteilt. Beide hatten sich zuvor unschuldig bekannt. Anatoli Bogomas, der ehemalige Personalleiter des Zirkus in Homel, beschuldigte seinerseits Asmus, den Zustand der Ausrüstung nicht geprüft zu haben. Asmus’ damaliger Ehemann Michail Sytschew vertrat hingegen die Ansicht, Asmus’ Assistenten hätte die Rotationsmaschine, die in der Nummer Verwendung fand, nach dem Reinigen und Schmieren nicht wieder sachgemäß zusammengesetzt. Zum anderen wurden auch Gerüchte laut, der Tod der Künstlerin sei kein Unfall gewesen.
Asmus wurde in ihrer Geburtsstadt auf dem Bolscheochtinskoje-Friedhof beigesetzt.

## Privatleben
Asmus war dreimal verheiratet. Ihr erster Mann war der Schauspieler Alexander Jurjewitsch Chotschinski (1944–1998) Anschließend war sie mit einem Zirkusinspekteur verheiratet, anderen Angaben zufolge war er jedoch Asmus’ Assistent. Auch diese Ehe scheiterte bald, die Künstlerin und ihr Exmann sollen sich noch am Abend vor ihrem Tod telefonisch wegen der ehemaligen Wohnung in Leningrad gestritten haben. Zuletzt war sie mit dem Zirkuskünstler Michail Sytschew verheiratet. Beide lernten sich 1967 in Chișinău kennen. Im selben Jahr brachte Asmus auch ihren Sohn Andrei Michailowitsch zur Welt, der seinen leiblichen Vater, Asmus zweiten Mann, nie kennenlernte. Sytschew nahm Andrei als Sohn an, von ihm leiten sich auch Andreis Vatersname und Familienname ab.
Andrei wurde als Jugendlicher drogenabhängig. Er lebte zeitweise getrennt von seiner Familie mit anderen Süchtigen zusammen, mit denen er auch in die Wohnung seiner Mutter und seines Stiefvaters einbrach und Geld, Einrichtungsgegenstände und Schmuck stahl, u. a. Asmus’ Verlobungsring. Zum Zeitpunkt ihres Todes diente Andrei in der Sowjetarmee und war in der Nähe von Homel stationiert, beide sahen sich am Tag vor ihrem Sturz zum letzten Mal. Andrei Sytschew lebt heute in St. Petersburg und arbeitet als freier Kameramann, er hat einen Sohn und eine Tochter. Infolge der Drogenprobleme und Asmus’ Tod verschlechterte sich das Verhältnis zu seinem Stiefvater seit den 1980er Jahren zunehmend.

## Filmografie
- 1958: Die Abenteuer des gestiefelten Katers (Nowy pochoschdenija Kota w Sapogach)
- 1966: 12 стульев (12 stulew) (Fernsehspiel)
- 1966: Элиза Дулиттл (Elisa Dulittl) (Fernsehspiel)
- 1970: Сказка о четырёх близнецах (Skaska o tschetyrjoch blisnezach) (Fernsehspiel)
- 1972: Новогодние сказки для взрослых (Nowogodnije skaski dlja wsroslych) (Fernsehspiel)
- 1973: Старая крепость (Staraja krepost)
- 1981: На манеже Ириска (Na manesche Iriska) (Fernsehspiel)